# Geórgiosz Kásznaférisz
Geórgiosz Kásznaférisz (görög: Γιώργος Κασναφέρης) (Athén, 1967. február 10. –) görög nemzetközi labdarúgó-játékvezető.

## Pályafutása

### Nemzeti játékvezetés
1996-ban lett az I. Liga játékvezetője. Az aktív nemzeti játékvezetéstől 2008-ban vonult vissza.

### Nemzetközi játékvezetés
A Görög labdarúgó-szövetség Játékvezető Bizottsága (JB) terjesztette fel nemzetközi játékvezetőnek, a Nemzetközi Labdarúgó-szövetség (FIFA) 1998-tól tartotta nyilván bírói keretében. Több nemzetek közötti válogatott és klubmérkőzést vezetett. FIFA JB besorolás szerint első kategóriás bíró. A görög nemzetközi játékvezetők rangsorában, a világbajnokság-Európa-bajnokság sorrendjében többedmagával a 2. helyet foglalja el 8 találkozó szolgálatával. Az aktív nemzetközi játékvezetéstől 2008-ban búcsúzott. Válogatott mérkőzéseinek száma: 16.

#### Világbajnokság
A világbajnoki döntőhöz vezető úton Dél-Koreába és Japánba a XVII., a 2002-es labdarúgó-világbajnokságra és Németországba a XVIII., a 2006-os labdarúgó-világbajnokságra a FIFA JB bíróként alkalmazta.

##### 2002-es labdarúgó-világbajnokság
| Időpont           | Helyszín                      | Mérkőzés típusa           | Mérkőzés                  | Eredmény | Nézők száma |
| ----------------- | ----------------------------- | ------------------------- | ------------------------- | -------- | ----------- |
| 2001. március 24. | Köztársasági Stadion, Jereván | előselejtező (5. csoport) | Örményország–Wales        | 2 : 2    | 7000        |
| 2001. október 6.  | Központi Stadion, Ljubljana   | előselejtező (1. csoport) | Szlovénia–Feröer-szigetek | 3 : 0    | 8 500       |

##### 2006-os labdarúgó-világbajnokság
| Időpont           | Helyszín                         | Mérkőzés típusa           | Mérkőzés             | Eredmény | Nézők száma |
| ----------------- | -------------------------------- | ------------------------- | -------------------- | -------- | ----------- |
| 2004-09-08.       | Josy Barthel Stadion, Luxembourg | előselejtező (3. csoport) | Luxemburg–Lettország | 3 : 4    | 2 125       |
| 2005. március 30. | Olimpia1 Stadion, Serravalle     | előselejtező (7. csoport) | San Marino–Belgium   | 1 : 2    | 871         |

##### Európa-bajnokság
Norvégia rendezte a 2002-es U19-es labdarúgó-Európa-bajnokságot, ahol a FIFA JB hivatalnoki megbízással látta el.
| Időpont          | Helyszín                        | Mérkőzés típusa        | Mérkőzés             | Eredmény |
| ---------------- | ------------------------------- | ---------------------- | -------------------- | -------- |
| 2002. július 21. | Gjemselund Stadion, Kongsvinger | selejtező (A. csoport) | Norvégia–Szlovákia   | 1 : 5    |
| 2002. július 24. | Melløs Stadion, Moss            | selejtező (B. csoport) | Németország–Írország | 3 : 0    |

Az európai-labdarúgó torna döntőjéhez vezető úton Portugáliába a XII., a 2004-es labdarúgó-Európa-bajnokságra és Ausztriába és Svájcba a XIII., a 2008-as labdarúgó-Európa-bajnokságra az UEFA JB játékvezetőként foglalkoztatta.

##### 2004-es labdarúgó-Európa-bajnokság
| Időpont           | Helyszín                   | Mérkőzés típusa           | Mérkőzés             | Eredmény | Nézők száma |
| ----------------- | -------------------------- | ------------------------- | -------------------- | -------- | ----------- |
| 2003. március 29. | Rheinpark Stadion, Vaduz   | előselejtező (7. csoport) | Liechtenstein–Anglia | 0 : 2    | 3 548       |
| 2003. október 11. | Ernst Happel Stadion, Bécs | előselejtező (3. csoport) | Ausztria–Csehország  | 2 : 3    | 32 350      |

##### 2008-as labdarúgó-Európa-bajnokság
| Időpont           | Helyszín                          | Mérkőzés típusa           | Mérkőzés                           | Eredmény | Nézők száma |
| ----------------- | --------------------------------- | ------------------------- | ---------------------------------- | -------- | ----------- |
| 2006. október 11. | FK Crvena Zvezda Stadion, Belgrád | előselejtező (A. csoport) | Szerbia és Montenegró–Örményország | 3 : 0    | 20000       |
| 2007. június 6.   | Városi Stadion, Toftir            | előselejtező (B. csoport) | Feröer–Skócia                      | 0 : 2    | 4 600       |